# Ait-Awari

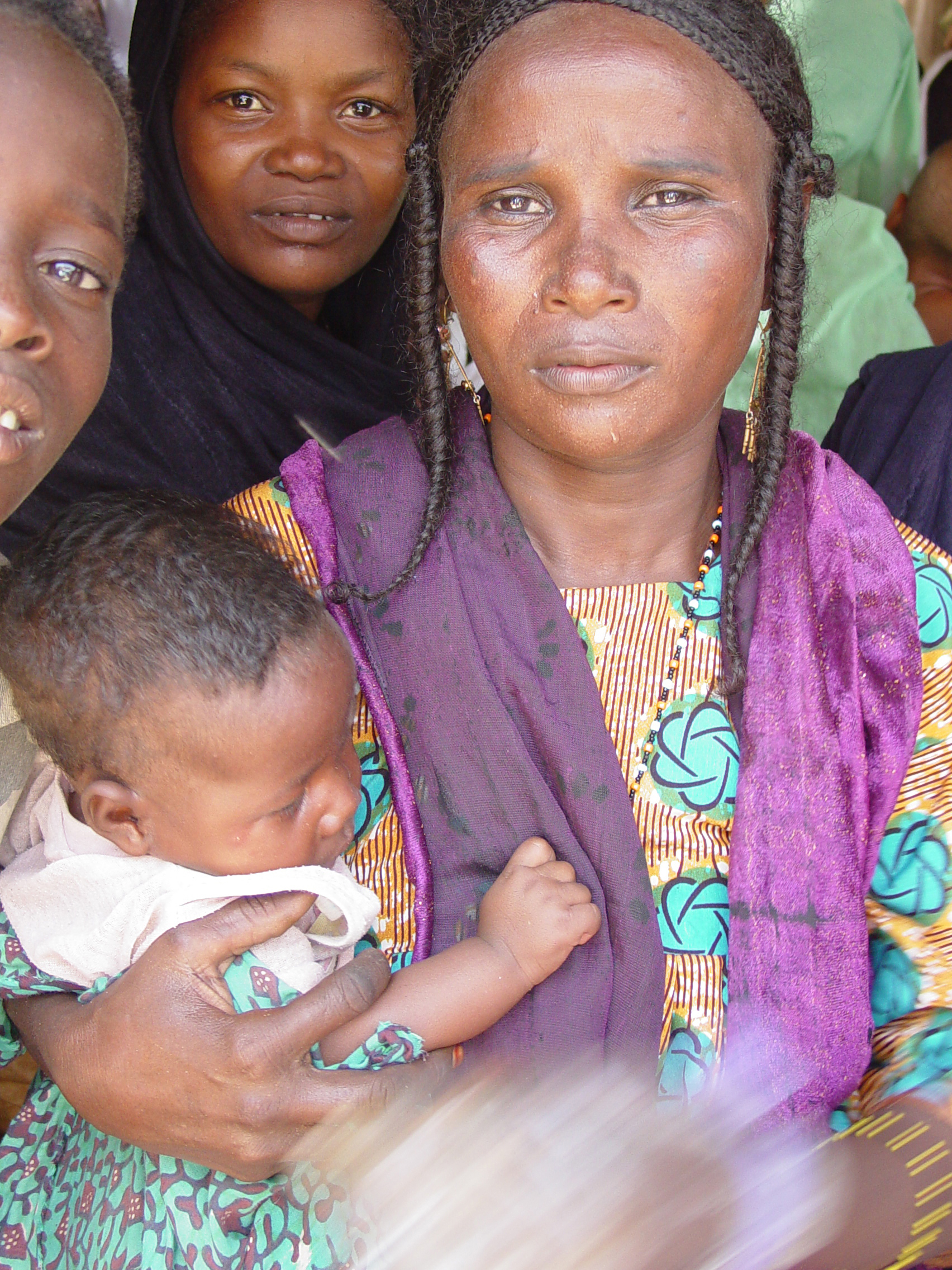
Eine junge Tuareg-Frau mit ihrem Baby in Akoubounou (August 2005)

Die Ait-Awari sind ein Tuareg-Stamm. Sie stammen mutmaßlich von den nördlichen Volksgruppen der Berber Nordafrikas ab, die vor Jahrhunderten nach Süden wanderten. Die Sprache der Ait-Awari wird „Tin Sert“ oder „Tetserret“ genannt, was Rückschlüsse darauf zulässt, dass sie möglicherweise aus der Golfregion von Sirte in Libyen stammen.
Die Ait-Awari-Gemeinschaft wird auf eine Population von wenigen Tausend geschätzt; hauptsächlich leben sie in der Landgemeinde Akoubounou im Departement Abalak (Region Tahoua) im Niger. Akoubounou liegt in der nördlichen Sahelzone. Das Gemeindegebiet ist in 17 administrative Dörfer, 18 traditionelle Dörfer, neun Weiler und drei Lager gegliedert. 
Der Hauptort der Landgemeinde ist das administrative Dorf Akoubounou. Bei der Volkszählung 2001 hatte Akoubounou 10.348 Einwohner. Für das Jahr 2010 wurden 13.912 Einwohner berechnet.